# Illy
Illycaffè (comercializado bajo la marca illy) es una compañía italiana dedicada al tostado del café que se especializa en la producción de café espresso. La compañía fue fundada por Francesco Illy en 1933 y fue más tarde dirigida y expandida por su hijo Ernesto Illy. Actualmente es dirigida por la tercera generación de la familia, Andrea Illy, y Massimiliano Pogliani es el director general. Al 31 de diciembre de 2015, la compañía tiene 1,177 empleados, un 8,6% más que en 2014. La compañía está presente en 140 países. A finales de 2015, los ingresos de la empresa ascendieron a $437.1 millones, un 11,8% más que en 2014. Illy produce una mezcla de café con tres variantes: normal, tostado oscuro, y descafeinado. Además, illy ofrece Monoarabiga, café de origen arábiga de seis países diferentes: Brasil, Guatemala, Etiopía, Colombia, Costa Rica, y la India. Estacionalmente, la empresa ofrece Idillyum, un café arábiga bajo en cafeína que se cultiva en los ricos suelos volcánicos de El Salvador.
El café Illy se comercializa en grano entero, café molido, cápsulas Easy Serving Espresso (E. S. E.) e iperEspresso.

## Historia

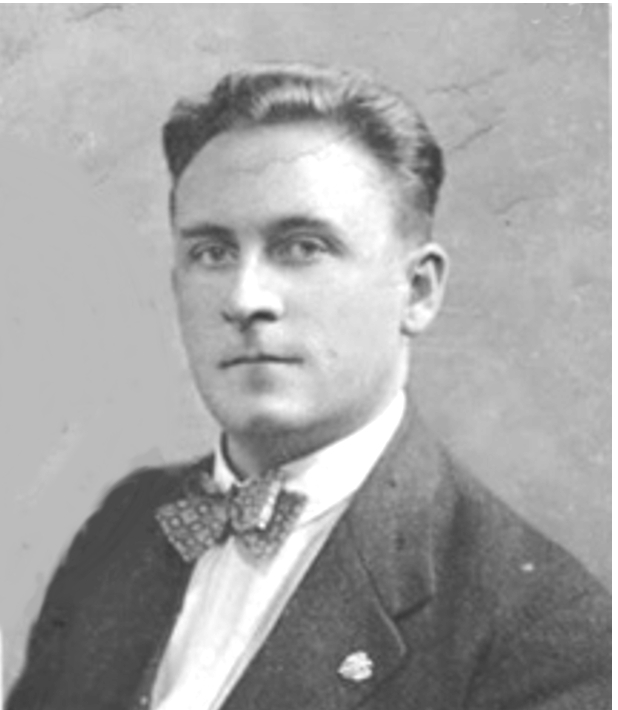
Francesco Illy (Illy Ferenc), fundador de illy en 1930

La historia de illycaffè está indisolublemente ligada a la vida del fundador de la compañía, Francesco Illy (conocido como Illy Ferenc en húngaro) y la de su familia. Nacido en Temesvár en el Imperio austrohúngaro (desde 1918 Timișoara, Rumania), Francesco más tarde fue a Trieste, Italia, durante la Primera Guerra Mundial como oficial en el ejército. 
Después de la guerra permaneció en la ciudad, ya  bajo dominio italiano y en 1933 estableció un negocio en el sector del cacao y el café, decidiendo luego concentrarse exclusivamente en el café.
Desde el principio, Francesco se interesó por el café expreso.  En 1935, inventó la primera máquina de café que usaba aire comprimido en vez de vapor: la illetta, predecesora de la actual máquina de café espresso.

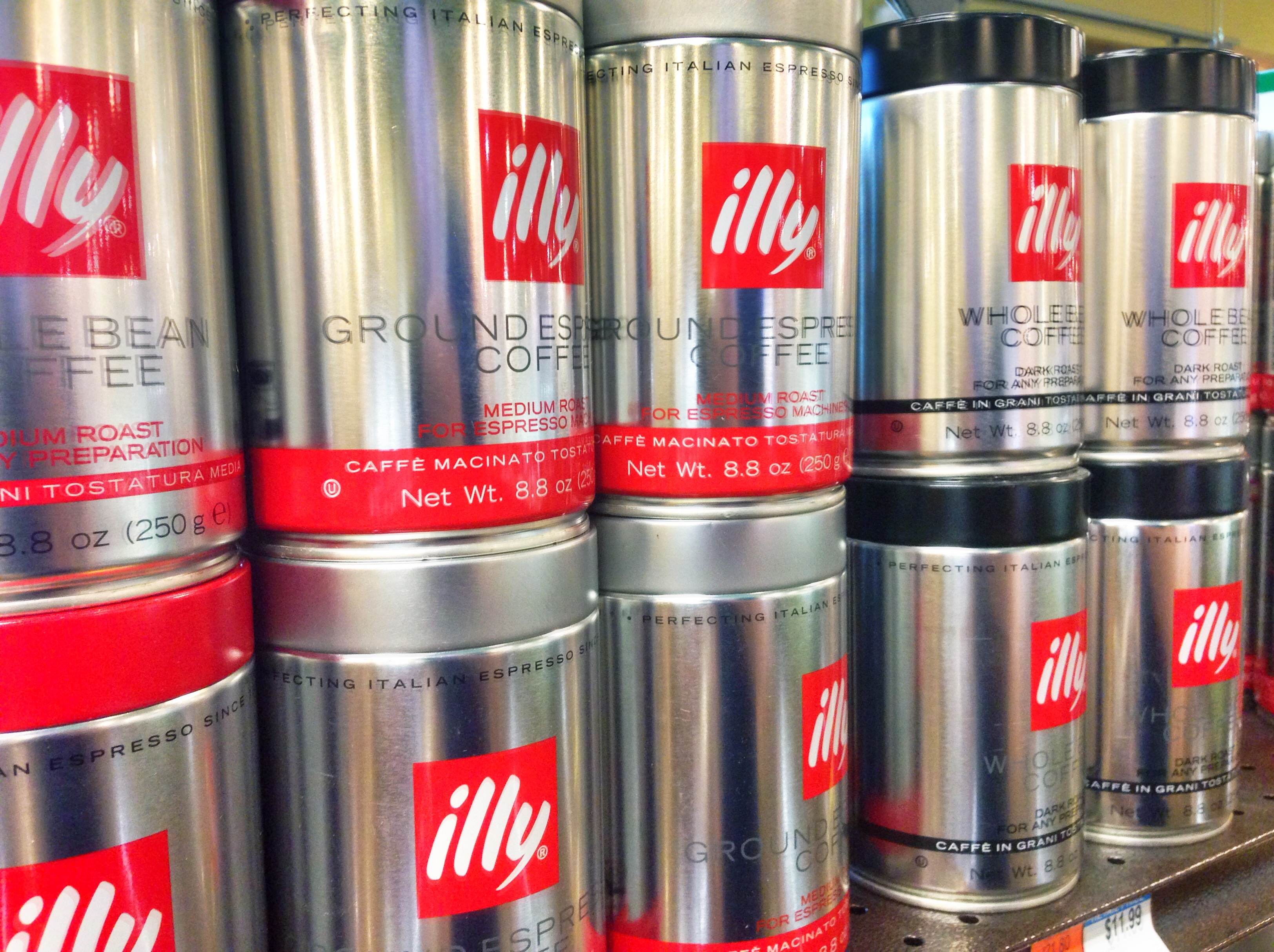
Latas de granos de café illy

Francesco también ideó un nuevo sistema de envase para conservar el café, llenando las latas con gases inertes en lugar de aire presurizado. 
El café Illy pronto fue "exportado" a las afueras de Trieste y finalmente fue vendido en toda Italia.
Después de la Segunda Guerra Mundial, el control de la empresa pasó a Ernesto Illy (1925-2008), hijo del fundador, quien abrió un laboratorio de investigación que pronto se convirtió en fuente de numerosos inventos y patentes.  Fue Ernesto, un científico e investigador, quien estableció acuerdos de cooperación con universidades y centros de investigación y quien promovió el café premium por todo el mundo.
El hijo de Ernesto, Andrea Illy, es actualmente el presidente de la compañía y su hermana, Anna Illy y hermanos Francesco Illy y Riccardo Illy se sientan en el consejo de administración.
La marca de café illy está disponible en muchos países, aunque con importantes diferencias de precios en función de los derechos aduaneros.

## Empresa

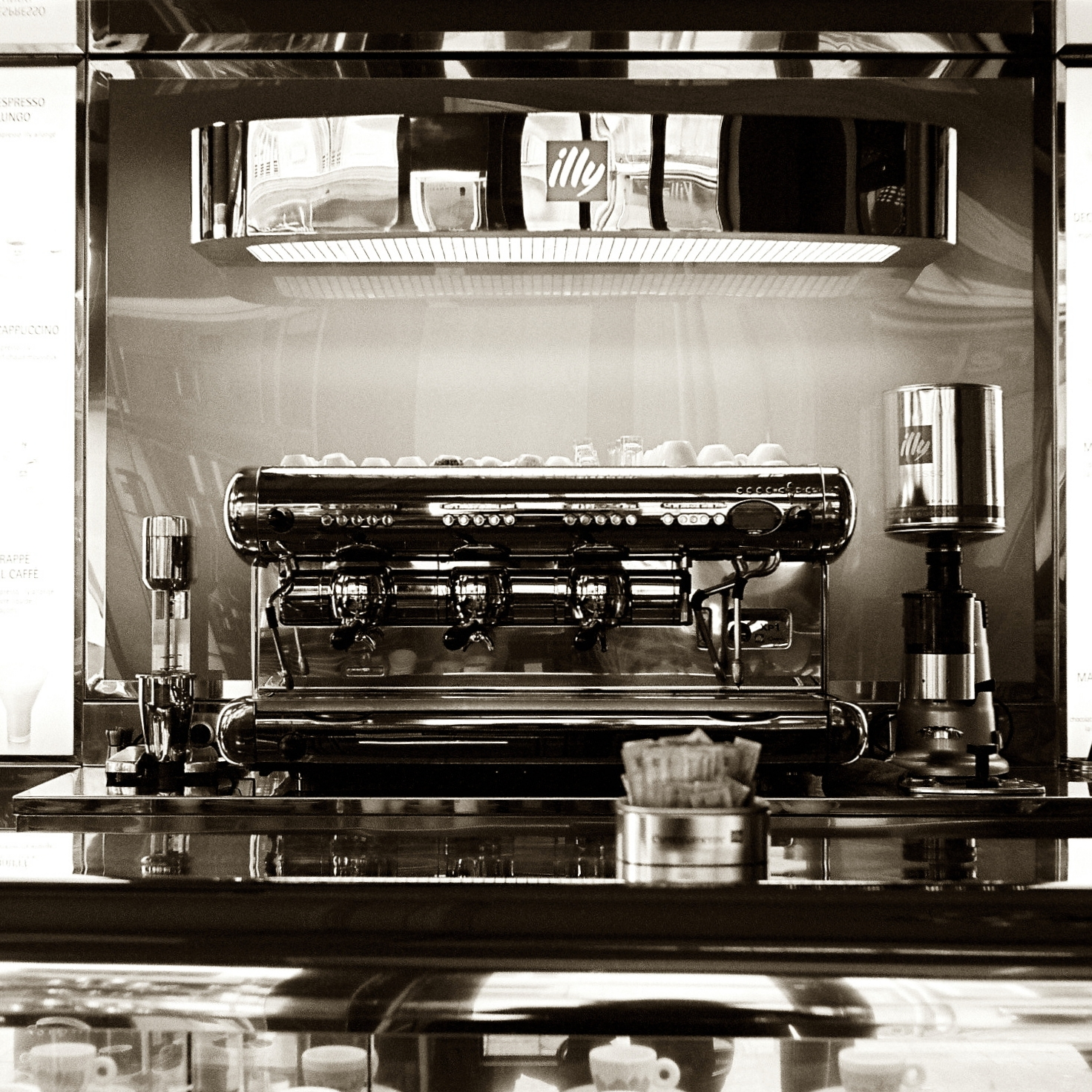
Una cafetera expreso Illy.

En la actualidad, illycafé S.p.A. es una compañía internacional de gran tamaño y vende sus productos relacionados con café en aproximadamente 131 países. 
El grupo se compone de varias empresas ubicadas en Norteamérica, Francia, Alemania, España y Benelux. El grupo emplea a aproximadamente 800 personas a lo largo de estos seis lugares.
Desde finales de la década de 1980, illy dejó de adquirir los granos de café para su tostado de los mercados internacionales de materias primas, sino directamente desde el proveedor. Illycafé únicamente compra café de la variedad arábiga, en particular de Brasil, el mayor productor a nivel mundial, pero también de Colombia, la India y diversos países de África y América Central. La Università del caffè Illy (Universidad de Café) ofrece un servicio gratuito de capacitación para los productores en Brasil, un programa de nueve meses (una semana por mes) incluye 360 horas de conferencias. 
Illy compra entre el 10% y el 30% del café producido por los productores capacitados en la Universidad de Café a un precio superior, pero no requiere que los productores firmen un contrato de exclusividad con la empresa.
Illy es la primera compañía en recibir la certificación de la sostenibilidad Proceso responsable de la cadena de suministro (RSCP)  otorgado por el Det Norske Veritas (DNV).
De 2004 a 2012, illycafé financió el Premio de Ciencia Ernesto Illy de Triestre para reconocer a los investigadores de ciencias del mundo en desarrollo, en colaboración con La Academia Mundial de Ciencias (TWAS). Illy aparece en el documental de 2006 Oro Negro, en referencia a la comercialización de café de Etiopía.

## Café

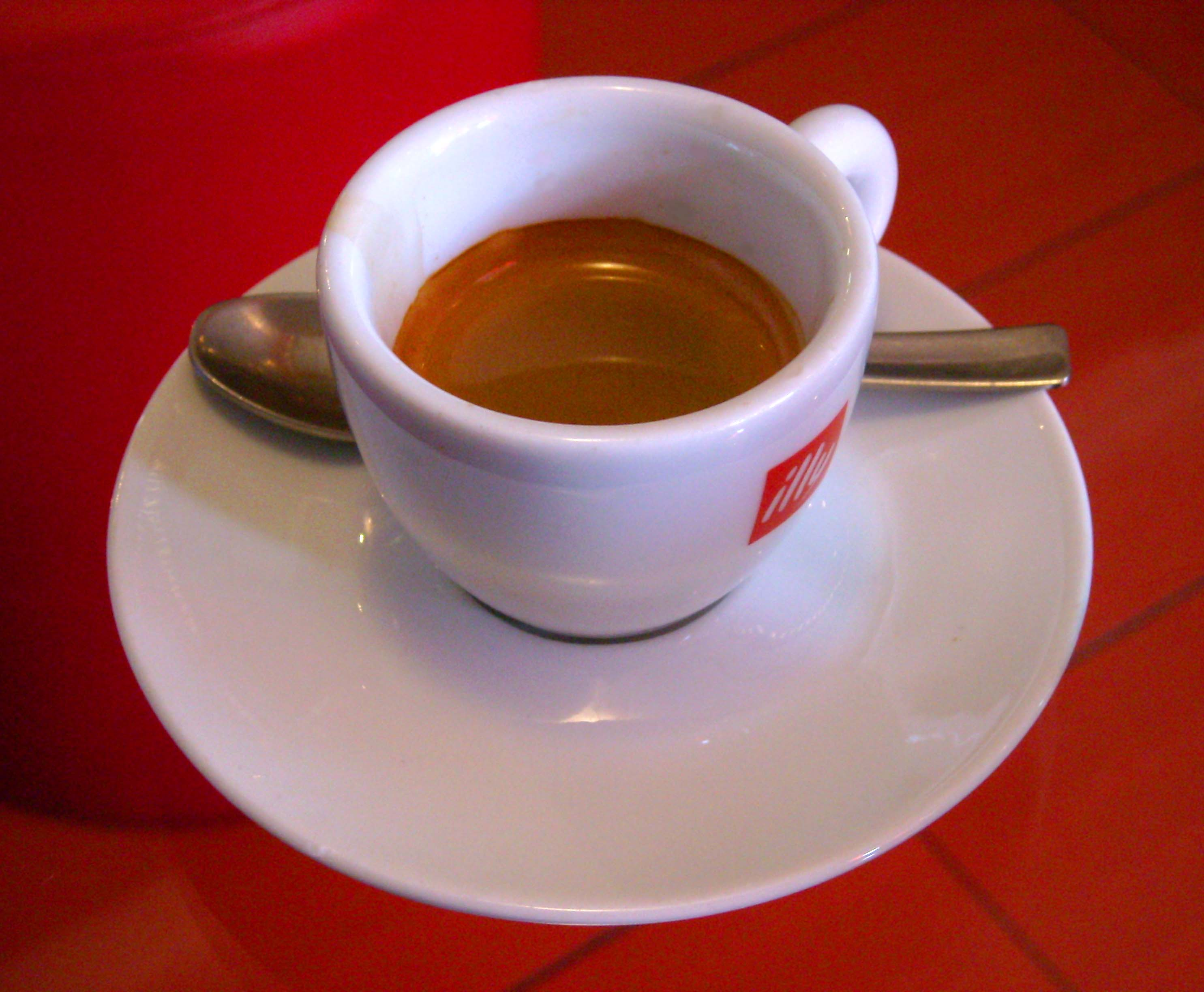
Una pequeña taza de café illy en Ventimiglia, Liguria, Italia

Los cafés Illy son una mezcla de granos de café arábiga procedentes de múltiples fuentes. El café molido se envasa en latas de acero presurizadas con gas inerte en lugar de aire. Para la producción de café descafeinado, el método illy consiste en mantener los granos de café al vapor durante 30 minutos y luego se enjuaga repetidamente con cloruro de metileno (diclorometano o DCM) o acetato de etilo durante aproximadamente 10 horas. El disolvente luego se drena y los granos se dejan al vapor durante 10 horas para eliminar los restos de disolvente.
El 22 de mayo de 2009, en colaboración con The Coca-Cola Company, illy puso en marcha una línea de café con sabor a bebidas energéticas llamado illy issimo. El 9 de noviembre de 2009, AirTran Airways se convirtió en la primera aerolínea regional para servir illy issimo a los pasajeros a bordo de los vuelos. Illy issimo estuvo disponible en cinco sabores a fecha de 16 de mayo de 2011: café, café sin azúcar, capuchino, latte macchiato, y mochaccino.